# Otaku (magazyn)
Otaku – polski magazyn poświęcony mandze i anime, wydawany nieprzerwanie od sierpnia 2006 do listopada 2018 roku przez wydawnictwo Studio JG. Był najdłużej wydawanym periodykiem poświęconym mandze i anime w Polsce. Założycielami magazynu są Jan Godwod (redaktor naczelny do nr 50) oraz Katarzyna Godwod (redaktor prowadzący do nr 50, redaktor naczelny od nr 51).

## Historia
Nazwa pisma pochodzi od japońskiego terminu otaku, oznaczającego ‘fanatyka, miłośnika’, używanego obecnie najczęściej w stosunku do fanów japońskich komiksu i animacji. Pierwszy numer ukazał się w 12 sierpnia 2006 roku, spotykając się zarówno z entuzjastycznym przyjęciem (pierwsza tego typu działalność po długiej przerwie związanej z upadkiem magazynów „Kawaii” i „Anime+”), jak i z krytyką (duża liczba błędów językowych oraz słaba formuła graficzna). Wraz z wydaniem drugiego numeru zmianom uległ format (z B5 na A5), kolorystyka (z czarno-białej na duoton z wykorzystaniem pantonów), częstotliwość (z kwartalnika na dwumiesięcznik) oraz ogólny wygląd magazynu. Drugi numer był także pierwszym dostępnym w sprzedaży ogólnopolskiej w sieci Empik. Formuła pozostała niezmienna aż do czerwca 2008 roku, gdy duoton zastąpiony został sekcjami kolorową (2/3 objętości pisma) oraz czarno-białą (1/3 objętości). W numerach 4/2008 oraz 5/2008 ponadto pojawiły się plakaty. Od numeru 1/2009 zmieniono częstotliwość wydawniczą na miesięcznik, przywrócono pierwotny format B5 w pełnym kolorze oraz wprowadzono nową szatę graficzną.
Numer 8/2012 (41) wprowadził całkowitą zmianę szaty graficznej, zmianę rozmiaru do A4, powiększenie objętości do 80 stron, a także wprowadzenie stałego dodatku w formie plakatów. Magazyn przeszedł także na tryb dwumiesięczny.
W numerze 3/2014 (50), dotychczasowy redaktor naczelny Jan Godwod poinformował, iż obowiązku redaktora naczelnego przejmie współzałożycielka magazynu Katarzyna Godwod (dotychczasowo redaktor prowadząca). Jednocześnie numer 3/2014 (50) świętował osiem lat ukazywania się magazynu – co uczyniło „Otaku” najdłużej ukazującym się magazynem o mandze i anime w Polsce.
W październiku 2008 ukazał się także kwartalnik „Otaku Max”. Pierwszy numer o podtytule „Otaku Max Manga” był zbiorem komiksów rysowanych przez polskich i zagranicznych twórców. Wydawanie kwartalnika zostało zawieszone po drugim numerze.
Ostatnim numerem, który się ukazał 13 listopada 2018 roku, był numer 66 (listopad 2018).